# Lista över chefer inom Sveriges Television
Den har artikeln listar chefer inom Sveriges Radios TV-verksamhet fram till 1979 och inom Sveriges Television därefter. Företaget har under denna tid genomgått ett antal omorganisationer vilket innebär att det inte alltid finns en helt rak kronologi.
- 1956–1969 var televisionen en division inom Sveriges Radio. Dessutom förekom TV-produktion i varierande grad i SR:s distrikt.
- 1969–1978 hade televisionen två programenheter (TV1 och TV2) baserade i Stockholm. Dessutom fanns en redaktionell enhet som var gemensam för hela Sveriges Radio och ökande produktion i de olika distrikten.
- 1979–1987 hade SVT två programenheter (TV1 och TV2) baserade i Stockholm med varsin nyhetsredaktion (Aktuellt respektive Rapport), en ledning för Sveriges Television, vissa gemensamma funktioner och ökande produktion i tio distrikt.
- 1987–1995 hade SVT en programenhet (Kanal 1) baserad i Stockholm med egen nyhetsredaktion (Aktuellt), Sverigekanalen TV2 med tio distrikt samt nyhetsredaktion (Rapport) och koordinerande kanalledning i Stockholm, en ledning för Sveriges Television och vissa gemensamma funktioner.
- 1996–2000 hade SVT produktion i Stockholm med två nyhetsredaktioner (Aktuellt och Rapport) och tio distrikt.
- År 2000 slogs nyhetsredaktionerna ihop och år 2008 avskaffades distrikten, varefter programproduktionen i stora drag består av en nyhetsdel och en allmän-TV-del.

Chefer för enskilda program hör hemma i respektive artikel, exempelvis finns chefer för Aktuellt och Rapport i dessa artiklar.

## Sveriges Radio TV (1956–1969)
Programdirektör för TV:
- Henrik Hahr (1956–1959)
- Nils Erik Bæhrendtz (1959–1969)

## TV1 (1969–1987)
TV1 var en TV-kanal med tillhörande produktionsenhet, baserad i Stockholm.
Programdirektör:
- Håkan Unsgaard (1968–1979)
- Sam Nilsson (1979–1981)
- Olle Berglund (1982–1987)

TV1 hade inledningsvis en lös organisation med en ledning som utgjordes av ett antal programråd. Senare organiserades personalen i nio olika redaktioner.
1979 koncentrerades TV1:s programproduktion i tre större enheter: Aktuellt, TV1 Fiction och TV1 Fakta.
Programchef TV1 Fakta:
- Birgitta Rembe (1979–1981)
- Göran Elwin (1981–1983)
- Tone Bengtsson (1983–1987)

Programchef TV1 Fiction:
- Ingemar Leijonborg (1979–1985)
- Ingrid Dahlberg (1985–1987)

## TV2 (1969–1987)
TV2 var en TV-kanal med tillhörande produktionsenhet, baserad i Stockholm.
Programdirektör:
- Örjan Wallqvist (1968–1978)
- Olle Berglund (1978–1979)
- Oloph Hansson (1979–1987)

Kanalen var organiserad i fem programproducerande redaktioner med varsin chef.
Chef TV2 Fakta:
- Roland Hjelte[1] (1968–1973)
- Lena Wennberg (1974–1978)
- Ingemar Bygdestam (1979–1984)
- Lars Hjelm (1985–1987)

Chef TV2 Teater- och musik:
- Lars Löfgren (1969–1983)[2]
- Jackie Söderman (1983–1986)

Chef TV2 Barn:
- Ingrid Edström (1969–1979)
- Helena Sandblad (1979–1987)

Chef TV2 Nöje:
- Lars Boberg (1968–1987)

## Distrikt (1956–2008)
Sveriges Radio öppnade en TV-avdelning i Göteborg 1956. Därefter utvidgades distriktsverksamheten successivt tills man hade tio distrikt. Dessa distrikt gjorde både TV och radio. När lokalradion startades 1977 tog den över regionalradions tidigare personal och resurser. När Sveriges Television bildades 1979 övertogs större delen av Sveriges Radios distriktsorganisation. Från 31 augusti 1987 till 7 januari 1996 var distriktsverksamheten del av Sverigekanalen TV2.
- SVT Malmö (Blekinge län, Kristianstads län –1996, Malmöhus län –1996, Skåne län 1997–)
- SVT Växjö (Jönköpings län, Kronobergs län, Kalmar län)
- SVT Göteborg (Hallands län, Göteborgs och Bohus län –1997, Älvsborgs län –1997, Skaraborgs län –1997, Västra Götalands län 1998–)
- SVT Norrköping (Södermanlands län, Östergötlands län, Gotlands län)
- SVT Örebro (Örebro län, Västmanlands län)
- SVT Karlstad (Värmlands län)
- SVT Falun (Dalarnas län (till 1996 Kopparbergs län), tidigare Gästrikland ur Gävleborgs län, senare hela länet)
- SVT Sundsvall (tidigare Hälsingland ur Gävleborgs län, Västernorrlands län, Jämtlands län)
- SVT Umeå (Västerbottens län)
- SVT Luleå (Norrbottens län)

Inom parentes nämns vilka län och delar av län som ingick i distriktet. Utanför TV-distrikt fanns Stockholms län och Uppsala län.
1996 samordnades de tio distrikten i fyra "enheter": SVT Region Nord, SVT Region Mellansverige, SVT Region Väst och SVT Region Syd.
År 2008 avskaffades de separata distriktsenheterna och verksamheten underställdes Allmän-TV-divisionen och nyhetsdivisionen i Stockholm.

## Kanal 1 (1987–1996) och SVT Stockholm (1996–2008)
Produktionsenheten Kanal 1 bildades 1987 genom sammanslagning av TV1 och TV2 (undantaget Rapportredaktion som fördes över till nya TV2). Produktionen var organiserad i tre enheter: Allmänna avdelningen, Kanal 1 Drama och Kanal 1 Aktualiteter. Dessa var i sin tur uppdelade på redaktioner.
Programdirektör:
- Ingvar Bengtsson (1986–1995)[3]

Redaktionschef Kanal 1 Nöje/SVT Nöje Stockholm
- Sven Melander (1987-[4]–1989)
- Monica Eek (1989[5]–1993[6])
- Mats Andersson (1993[7]–1995)
- Pia Marquard (1995–1997)
- Svante Stockselius (1998–2002)

Redaktionschef Kanal 1 Barn & Ungdom/SVT Barn & Ungdom Stockholm
- Helena Sandblad (1987-[4]
- Ragna Wallmark (1997–2000)

Redaktionschef Kanal 1 Kultur & Musik/SVT Kultur & Musik Stockholm
- Tom Lagerborg (1987-)
- Leif Jakobsson (1994[8]–1997)
- Anneli Rogeman (1997[9]–1999[10])

Redaktionschef Kanal 1 Dokumentär/SVT Dokumentär Stockholm
- Lars Hjelm (1987[11]–1995)
- Otto Fagerstedt (1996[12]–2001)

Programchef Kanal 1 Drama/SVT Drama Stockholm:
- Ingrid Dahlberg (1986–1996)
- Maria Curman (1996–1999)

Programchef Kanal 1 Aktualiteter:
- Sven Strömberg (1987–1990)
- Birgitta Karlström (1990–1995)

I samband med avskaffandet av de separata organisationerna för Kanal 1 och TV2 samordnades verksamheten i Stockholm i tre enheter: SVT Region Stockholm (bestående av Kanal 1:s allmänna avdelning), SVT Drama Stockholm (tidigare Kanal 1 Drama) och SVT Nyheter & Sport (nyhetsredaktionerna i Stockholm). Den redaktionsstruktur som gällde för Kanal 1:s produktion fanns väsentligen kvar fram till år 2000.
Chef SVT Region Stockholm:
- Birgitta Karlström (1996[14]–2000)

Chef SVT Nyheter & Sport/SVT Nyheter och Fakta/SVT Nyheter och Samhälle:
- Ingvar Bengtsson (1996[14]–2000)
- Eva Hamilton (2000–2004)
- Jan Axelsson (2004–2007)

År 2000 slogs SVT Region Stockholm och SVT Drama Stockholm ihop och bildade SVT Fiktion.
Chef SVT Fiktion, från 2007 Allmän-TV Stockholm:
- Johan Mardell (2000–2002)
- Jan-Åke Åkesson (2003[15]–2004[16])
- Eva Hamilton (2004–2006)
- Johanna Frelin (2006–2008)

## Programdirektörer och ledningsposter (från 2000)

### En programdirektör 2000–2007
Programdirektör (2000–2007)
- Mikael Olsson (2000–2000)
- Leif Jakobsson (2001–2007)

### Två programdirektörer 2007–2019
Programdirektör allmän-TV (2007–2015), programdirektör för underhållning, kultur, drama, fritid, fakta, religion och livsåskådning (2016–2019):
- Leif Jakobsson (2007)
- Annie Wegelius (2007–2013)
- Martin Österdahl (2013–2014[17])
- Tillförordnad: Safa Safiyari (2015[18]–2016)
- Lena Glaser (2016[19]–2019[20])

Programdirektör nyheter och sport (2007–2013), programdirektör nyheter och samhälle (2013–2016), programdirektör för nyheter, sport, samhälle, dokumentär, barn och unga samt minoriteter (2016–2019):
- Jan Axelsson (2007–2013)
- Robert Olsson (2013[21]–2016)
- Jan Helin (2016–[19]2019)

Programdirektör för interaktivt utbud och plattformar (2012–2016):
- Lena Glaser (2012–2016)[22]

### Programdirektör och mediedirektör 2019–2023
Den 1 oktober 2019 införs en ledningsstruktur som innebär att de två programdirektörerna ersätts av en mediedirektör och en programdirektör.
Mediedirektör:
- Jan Helin, 2019–2023.

Programdirektör:
- Thomas Hall, tf. 2019–2020.
- Eva Beckman, 17 februari 2020[23][24]-2023.

### Vice vd och programdirektör 2023–
Den 1 juni 2023 förändrades SVT:s ledning genom att Anne Lagercrantz utsågs till vice vd, en ny befattning. Samtidigt återgick man till att ha två programdirektörer genom att mediedirektören åter fick titel programdirektör. Eva Beckman blev programdirektör med ansvar för drama, film, underhållning, livsstil, kultur, fakta och barn- och ungdomsutbud och Jan Helin programdirektör med ansvar för nyheter, sport, samhällsprogram, dokumentärer samt minoritetsutbud. Denna ordning blev kortvarig eftersom Helin meddelade att han skulle lämna företaget några månader senare. Beckman utsågs därmed till ensam programdirektör.

## Produktionschefer (från 2008)
Chef för nyhetsdivisionen (2008-2023), nyhets- och sportdirektör (2024–):
- Olov Carlsson (2008–2015)
- Anne Lagercrantz (2015-2023)
- Michael Österlund (tf. 1 juni 2023–31 december 2023)[25]
- Anne Careborg (1 januari 2024[27]–)

Chef för allmän-TV-divisionen, från 2015 allmän-tv/SVTi, från 2019 programdivisionen:
- Johanna Frelin (2008–2011)
- Albert Svanberg (2011–2015)
- Maria Groop Russel (2015–2019)
- Andreas Bedinger (2019[29]-2023[26])
- Michael Österlund (1 januari 2024[30]–)

Chef för SVTi (fram till 2015):
- Lena Glaser (–2012)
- Maria Groop Russel (2013–2015)

### Inom allmän-TV-divisionen
Chef för allmän-TV Stockholm:
- Maria Groop Russel (–2013)
- Andreas Bedinger (2013[31]–2019)

Chef för allmän-TV Malmö, Göteborg och Umeå (samlad tjänst från 2016):
- Emma Kronqvist (2016[32]–2017)
- Carolina Källestål (2017[33]-2019)

## Källhänvisningar
1. ↑  http://www.rtpk.de/matriklar/TV2_1972.pdf
2. ↑  Löfgren, Lars I i Vem är det 1993
3. ↑  Bengtsson, Ingvar i Vem är det 1997
4. 1 2  TT, 17 november 1986
5. ↑  "NYA NÖJESCHEFEN LOVAR UNDERHÅLLNING VARJE DAG", TT, 4 mars 1989
6. ↑  "NY CHEF FÖR KANAL 1 NÖJE", TT, 7 juni 1993
7. ↑  "Han ska göra TV roligare", Expressen, 26 augusti 1993
8. ↑  "Leif Jakobsson från Finlands TV ny kultur- och musikchef på Kanal 1", TT, 21 mars 1994
9. ↑  "Rogeman kommer med A-kultur", Svenska Dagbladet, 11 december 1996
10. ↑  https://www.dn.se/arkiv/kultur/chefen-for-kulturen-i-tv-slutar/
11. ↑  "Lars Hjelm byter stol", Svenska Dagbladet, 16 juli 1987
12. ↑  Otto Fagerstedt, Vipåtv, 23 juni 2016
13. ↑  ”Arkiverade kopian”. Arkiverad från originalet den 7 juni 1997. https://web.archive.org/web/19970607095858/http://www.svt.se/omsvt/9603/sid5.htm. Läst 30 mars 2019.
14. 1 2  "Nya chefer klara inom Sveriges Television", TT, 26 juni 1995
15. ↑  Jan-Åke Åkesson Arkiverad 27 februari 2019 hämtat från the Wayback Machine., Journalisten, 30 april 2003
16. ↑  Protester mot ny chef på SVT, Sydsvenskan, 4 juni 2004
17. ↑  Martin Österdahl slutar som programdirektör, Vipåtv, 28 november 2014
18. ↑  Här är SVT:s nya företagsledning, Vipåtv, 20 januari 2015
19. 1 2  Georg Cederskog. "Jan Helin lämnar Aftonbladet för SVT", dn.se, 15 december 2015. Åtkomst den 10 maj 2018.
20. 1 2  Förändringar i SVT:s ledning, Vipåtv, 5 september 2019
21. ↑  Han efterträder Jan Axelsson på SVT, Resumé, 3 april 2013
22. ↑  De tar plats i SVT:s ledning, Medievärlden, 5 december 2012
23. ↑  Eva Beckman blir ny programdirektör på SVT, Expressen, 13 februari 2020
24. ↑  Hon blir programdirektör på SVT, Dagens Media,13 februari 2020
25. 1 2  Förändringar i ledningen för SVT, SVT, 4 maj 2023
26. 1 2  Ledningen av SVT förändras, SVT, 14 augusti 2023
27. ↑  Anna Careborg blir nyhets- och sportdirektör på SVT, SVT, 31 augusti 2023
28. ↑  Nu har Allmän-tv bytt namn och blivit Programdivisionen, Vipåtv, 2 september 2019
29. ↑  Andreas Bedinger blir ny divisionschef för Allmän-tv, Vipåtv, 15 mars 2019
30. ↑  Michael Österlund blir ny divisionschef för Programdivisionen, SVT, 9 november 2023
31. ↑  Han blir SVT:s allmän-tv-chef i Stockholm, Resumé, 2 maj 2013
32. ↑  Två Allmän-tv-chefer utsedda - med nytt uppdrag, Vipåtv, 7 juni 2016
33. ↑  Hon blir ny allmän-tv-chef på SVT, Medievärlden, 14 december 2017